# امبر مونتانا
امبر مونتانا (انگلیسی: Amber Montana؛ زادهٔ ۲ دسامبر ۱۹۹۸) یک هنرپیشه اهل ایالات متحده آمریکا است. وی از سال ۲۰۰۸ میلادی تاکنون مشغول فعالیت بوده‌است.